# Lijst van voetbalinterlands Malta - Slovenië
Deze lijst van voetbalinterlands is een overzicht van alle officiële voetbalwedstrijden tussen de nationale teams van Malta en Slovenië. De landen speelden tot op heden negen keer tegen elkaar, te beginnen met een vriendschappelijke wedstrijd in Ta' Qali op 12 februari 1994. Het laatste duel, eveneens een vriendschappelijke wedstrijd, vond plaats op 21 maart 2024 in Ta' Qali.

## Wedstrijden
| № | Plaats    | Datum            | Competitie           | Wedstrijd        | Uitslag |
| - | --------- | ---------------- | -------------------- | ---------------- | ------- |
| 1 | Ta' Qali  | 12 februari 1994 | Vriendschappelijk    | Malta – Slovenië | 0 – 1   |
| 2 | Ta' Qali  | 9 februari 1996  | Vriendschappelijk    | Malta – Slovenië | 0 – 0   |
| 3 | Ljubljana | 7 september 2002 | EK 2004 kwalificatie | Slovenië – Malta | 3 – 0   |
| 4 | Ta' Qali  | 30 april 2003    | EK 2004 kwalificatie | Malta – Slovenië | 1 – 3   |
| 5 | Attard    | 11 november 2016 | WK 2018 kwalificatie | Malta – Slovenië | 0 – 1   |
| 6 | Ljubljana | 10 juni 2017     | WK 2018 kwalificatie | Slovenië – Malta | 2 – 0   |
| 7 | Ljubljana | 4 september 2021 | WK 2022 kwalificatie | Slovenië − Malta | 1 − 0   |
| 8 | Ta' Qali  | 8 oktober 2021   | WK 2022 kwalificatie | Malta − Slovenië | 0 − 4   |
| 9 | Ta' Qali  | 21 maart 2024    | Vriendschappelijk    | Malta − Slovenië | 2 − 2   |

## Samenvatting
| Competitie        | Totaal gespeeld | Winst Malta | Gelijk | Winst Slovenië | Doelsaldo Malta – Slovenië |
| ----------------- | --------------- | ----------- | ------ | -------------- | -------------------------- |
| WK-kwalificatie   | 4               | 0           | 0      | 4              | 0 − 8                      |
| EK-kwalificatie   | 2               | 0           | 0      | 2              | 1 − 6                      |
| Vriendschappelijk | 3               | 0           | 2      | 1              | 2 − 3                      |
| Totaal            | 9               | 0           | 2      | 7              | 3 − 17                     |

## Details

### Eerste ontmoeting
| Vriendschappelijk (Ta' Qali, Malta, 12 februari 1994): |       |                  |
| Malta                                                  | 0 – 1 | Slovenië         |
|                                                        | goals | 54' Primož Gliha |

### Tweede ontmoeting
| Vriendschappelijk (Ta' Qali, Malta, 9 februari 1996):                                        |       |          |
| Malta                                                                                        | 0 – 0 | Slovenië |
|                                                                                              | goals |          |
| - Debuut van David Camilleri (Ħamrun Spartans) en Noel Turner (Sliema Wanderers) voor Malta. |       |          |

### Derde ontmoeting
| EK 2004 kwalificatie (Ljubljana, Slovenië, 7 september 2002):     |       |       |
| Slovenië                                                          | 3 – 0 | Malta |
| Darren Debono 37' (e.d.) Ermin Šiljak 59' Sebastjan Cimirotič 90' | goals |       |

### Vierde ontmoeting
| EK 2004 kwalificatie (Ljubljana, Slovenië, 30 april 2003): |       |                                                      |
| Malta                                                      | 1 – 3 | Slovenië                                             |
| Michael Mifsud 90+1'                                       | goals | 15' Zlatko Zahovič 36' Ermin Šiljak 57' Ermin Šiljak |
| - Debuut van Damjan Ošlaj (NK Maribor) voor Slovenië.      |       |                                                      |

Malta Football Association · A-internationals · Bondscoaches · Statistieken · Maltees vrouwenelftal · Malta U21 · Malta U20 · Malta U19 · Malta U18 · Malta U17 · Malta U16
1957 – 1959 ·
1960 – 1969 ·
1970 – 1979 ·
1980 – 1989 ·
1990 – 1999 ·
2000 – 2009 ·
2010 – 2019 ·
2020 − 2029
1957 · 
1958 · 
1959 · 
1960 · 
1961 · 
1962 · 
1963 · 
1964 · 
1965 · 
1966 · 
1967 · 1968 · 
1969 · 
1970 · 
1971 · 
1972 · 
1973 · 
1974 · 
1975 · 
1976 · 
1977 · 
1978 · 
1979 · 
1980 · 
1981 · 
1982 · 
1983 · 
1984 · 
1985 · 
1986 · 
1987 · 
1988 · 
1989 · 
1990 ·
1991 · 
1992 · 
1993 · 
1994 · 
1995 · 
1996 · 
1997 · 
1998 · 
1999 · 
2000 · 
2001 · 
2002 · 
2003 · 
2004 · 
2005 · 
2006 · 
2007 · 
2008 · 
2009 · 
2010 · 
2011 · 
2012 · 
2013 · 
2014 · 
2015 · 
2016 ·
2017 ·
2018 ·
2019 ·
2020 ·
2021 ·
2022
Albanië ·
Algerije ·
Andorra ·
Angola ·
Armenië ·
Azerbeidzjan ·
België ·
Bosnië en Herzegovina · 
Bulgarije ·
Canada ·
Centraal-Afrikaanse Republiek ·
Cyprus ·
DDR ·
Denemarken ·
Duitsland ·
Egypte ·
Engeland ·
Estland ·
Faeröer ·
Finland ·
Frankrijk ·
Gabon ·
Georgië ·
Gibraltar · 
Griekenland ·
Hongarije ·
Ierland ·
IJsland ·
Indonesië ·
Israël ·
Italië ·
Japan ·
Joegoslavië ·
Jordanië ·
Kaapverdië ·
Kazachstan ·
Koeweit ·
Kosovo ·
Kroatië ·
Letland ·
Libanon ·
Libië ·
Liechtenstein ·
Litouwen ·
Luxemburg ·
Moldavië ·
Nederland ·
Noord-Ierland ·
Noord-Macedonië ·
Noorwegen ·
Oekraïne ·
Oostenrijk ·
Polen ·
Portugal ·
Qatar ·
Roemenië ·
Rusland ·
San Marino ·
Schotland ·
Slovenië ·
Slowakije ·
Spanje ·
Thailand ·
Tsjechië ·
Tsjecho-Slowakije ·
Tunesië · 
Turkije · 
Venezuela · 
Verenigde Arabische Emiraten ·
Verenigde Staten ·
Wales ·
Wit-Rusland ·
Zuid-Afrika ·
Zuid-Korea ·
Zweden ·
Zwitserland
NZS · A-internationals · Bondscoaches · Selecties · Statistieken · Sloveens vrouwenelftal · Olympisch elftal · Slovenië U21 · Slovenië U20 · Slovenië U19 · Slovenië U18 · Slovenië U17 · Slovenië U16
1991 – 1999 ·
2000 – 2009 ·
2010 – 2019 ·
2020 − 2029
EK's: 1996 · 
2000 · 
2004 · 
2008 · 
2012 · 
2016 · 
2020 · 
2024
WK's: 1998 · 
2002 · 
2006 · 
2010 · 
2014 · 
2018 ·
2022
1991 · 
1992 · 
1993 · 
1994 · 
1995 · 
1996 · 
1997 · 
1998 · 
1999 · 
2000 · 
2001 · 
2002 · 
2003 · 
2004 · 
2005 · 
2006 · 
2007 · 
2008 · 
2009 · 
2010 · 
2011 · 
2012 · 
2013 · 
2014 · 
2015 · 
2016 · 
2017 · 
2018 ·
2019 ·
2020 ·
2021 ·
2022 ·
2023 ·
2024
Albanië ·
Algerije ·
Argentinië ·
Armenië ·
Australië ·
Azerbeidzjan ·
België ·
Bosnië en Herzegovina ·
Bulgarije ·
Canada ·
China ·
Colombia ·
Cyprus ·
Denemarken ·
Duitsland ·
Engeland ·
Estland ·
Faeröer ·
 Finland ·
Frankrijk ·
Georgië ·
Ghana ·
Gibraltar ·
Griekenland ·
Honduras ·
Hongarije ·
IJsland ·
Israël ·
Italië ·
Ivoorkust ·
Joegoslavië ·
Kazachstan ·
Kosovo ·
Kroatië ·
Letland ·
Litouwen ·
Luxemburg ·
Malta ·
Mexico ·
Moldavië ·
Montenegro ·
Nederland ·
Nieuw-Zeeland ·
Noord-Ierland ·
Noord-Macedonië ·
Noorwegen ·
Oekraïne ·
Oman ·
Oostenrijk ·
Paraguay ·
Polen ·
Portugal ·
Qatar ·
Roemenië ·
Rusland ·
San Marino ·
Saoedi-Arabië ·
Schotland ·
Servië ·
Servië en Montenegro ·
Slowakije ·
Spanje ·
Trinidad en Tobago ·
Tsjechië ·
Tunesië ·
Turkije · 
Uruguay ·
Verenigde Arabische Emiraten ·
Verenigde Staten ·
Wales ·
Wit-Rusland ·
Zuid-Afrika ·
Zweden ·
Zwitserland
Algerije (2010) · 
Engeland (2010) · 
Paraguay (2002) · 
Spanje (2002) · 
Verenigde Staten (2010) · 
Zuid-Afrika (2002)